# لينكولن أليسون
لينكولن أليسون (بالإنجليزية: Lincoln Allison)‏ هو كاتب مقالات بريطاني، ولد في 5 أكتوبر 1946.